# 片柳真吉
片柳 真吉（片柳 眞吉、かたやなぎ しんきち、1905年3月25日 - 1988年6月8日）は、日本の農林官僚、政治家。参議院議員（1期）、農林中央金庫理事長。

## 経歴
東京府出身。1928年に東京帝国大学法学部を卒業し、農林省に入省した。貿易庁輸入局長、食糧管理局長官を務めたのちに、1948年、農林次官に就任。
1950年に農林省を退官し、同年に実施された第2回参議院議員通常選挙で緑風会所属として立候補し、当選。1956年の第4回参議院議員通常選挙で落選し議席を失ってからは、全国漁業協同組合長、農林中央金庫理事長といった職を歴任した。
1975年（昭和50年）秋の叙勲で勲一等瑞宝章受章（勲四等からの昇叙）。
1988年6月8日死去、83歳。死没日をもって正五位から従三位に叙される。

## 年譜
- 1928年4月 - 農林省入省
- 1938年9月 - 水産局資材課長
- 1939年12月 - 米穀局配給課長
- 1941年1月 - 食糧管理局第1部企画課長
- 1941年6月 - 同局第2部米穀課長
- 1942年12月 - 同局第2部管理課長
- 1943年1月 - 同局第1部長
- 1944年3月 - 同局第2部長
- 1945年7月 - 食糧管理局次長
- 1945年12月 - 貿易庁輸入局長
- 1946年4月 - 食糧管理局長官
- 1948年7月 - 農林次官
- 1949年6月 - 農林事務次官
- 1950年6月 - 参議院議員
- 1956年8月 - 全国漁業協同組合長
- 1966年12月 - 農林中央金庫理事長